# Phasis trimeni
Phasis trimeni är en fjärilsart som beskrevs av Riley 1938. Phasis trimeni ingår i släktet Phasis och familjen juvelvingar. Inga underarter finns listade i Catalogue of Life.